# Amnesiac
Amnesiac là album phòng thu thứ năm của ban nhạc rock người Anh Radiohead. Nó được sản xuất bởi Nigel Godrich và phát hành ngày 5 tháng 6 năm 2001 qua Parlophone. Thu âm vào cùng thời kỳ với album trước, Kid A (2000), Amnesiac kết hợp các yếu tố nhạc điện tử, nhạc cổ điển, jazz và krautrock. Phần lời và bìa đĩa của album viết về các chủ đề thuộc ký ức và sự đầu thai ảnh hưởng bởi Hy Lạp và Ai Cập. Tay bass Colin Greenwood mô tả Amnesiac có "nhiều bài hát kiểu-Radiohead hơn cùng với các bài hát thử nghiệm, không phụ thuộc phần lời dựa trên nhạc cụ." Hát chính Thom Yorke mô tả nó như "cho Kid A một mặt khác, một dạng giải thích."
Có ba đĩa đơn được phát hành từ Amnesiac: "Pyramid Song", "I Might Be Wrong" và "Knives Out". Album ra mắt ở vị trí số một trên UK Albums Chart và số hai trên Billboard 200, bán được hơn 900.000 bản trên toàn cầu tính đến tháng 10 năm 2008. Dù nhiều nhà phê bình cho rằng nó kém hơn album anh em Kid A, Amnesiac vẫn nhận được nhiều đánh giá tích cực, và năm 2012, Rolling Stone xếp album ở số 320 trên phiên bản cập nhật của danh sách 500 album vĩ đại nhất.

## Quá trình thu âm

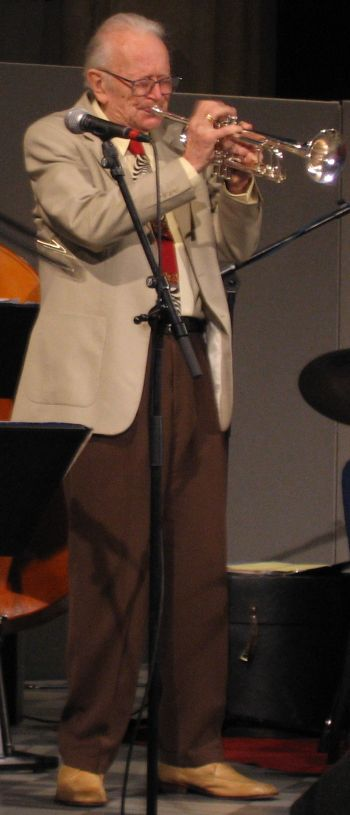
The Humphrey Lyttelton Band biểu diễn trên "Life in a Glasshouse".

Gần như toàn bộ Amnesiac được thu vào cùng thời kỳ với album trước, Kid A, phát hành sớm hơn mười tháng vào tháng 10 năm 2000. Thời kỳ thu âm này diễn ra ở Paris, Copenhagen, và Oxford từ đầu 1999 tới giữa 2000. Không như các album rock trước đó của Radiohead, hai album trong thời kỳ này cho thấy ảnh hưởng của nhạc điện tử, nhạc cổ điển, jazz và krautrock, sử dụng bộ tổng hợp, trống máy, ondes Martenot (một nhạc cụ điện tử thời kỳ đầu), dàn dây giao hưởng và nhạc cụ đồng. Tay trống Phil Selway nói rằng thời kỳ [thu âm] Kid A và Amnesiac có "hai trạng thái tâm lý... một là áp lực cũ của chúng tôi là mọi người cùng ở trong một căn phòng và chơi, và còn lại là sự khắc nghiệt của sáng tạo nhạc trong phòng thu. Tôi nghĩ Amnesiac tốt hơn về mặt sắp xếp ban nhạc."
Sau khi hoàn thành được hơn hai mươi bài hát. Radiohead quyết định phát hành một loạt EP hoặc album đôi, nhưng thất bại trong việc tìm một danh sách bài hát làm họ hài lòng. Tay guitar Ed O'Brien cảm thấy các nhạc phẩm quá dày cho một album đôi, và các thính giả có thể bỏ qua các bài hát nào đó. Thom Yorke nói Radiohead tách nhạc phẩm thành hai album vì "chúng [các bài hát] trừ khử lẫn nhau như một thứ được hoàn thành chung. Chúng đến từ hai nơi khác nhau, Tôi nghĩ ... Theo cách kỳ lạ nào đó Amnesiac cho Kid A một mặt khác, một dạng giải thích." Ban nhạc nhấn mạnh rằng Amnesiac không phải là một mặt B hay "đồ thừa" từ Kid A mà là một album của chính nó.
Chỉ có một bài hát, "Life in a Glasshouse", được thu âm sau khi Kid A phát hành. Vào cuối năm 2000, Jonny Greenwood viết cho nghệ sĩ trumpet jazz Humphrey Lyttelton để mời Humphrey Lyttelton Band chơi trong bài hát. Greenwood nói với MOJO: "Chúng tôi nhận ra chúng tôi không thể chơi jazz. Bạn biết đó, chúng tôi luôn là một ban nhạc có tham vọng lớn nhưng năng lực chơi nhạc hạn chế." Lyttelton đồng ý giúp sau khi con gái ông cho ông nghe album OK Computer (1997).
Vào tháng 6 năm 2001, Radiohead bắt đầu lưu diễn để quảng bá Amnesiac, lần lưu diễn Bắc Mỹ đầu tiên của ban nhạc trong vòng ba năm. Một số màn biểu diễn từ tour Kid A và Amnesiac được phát hành qua EP I Might Be Wrong: Live Recordings, vào tháng 11 năm 2001.

## Bìa đĩa
Bìa đĩa Amnesiac được sáng tạo bởi Yorke và Stanley Donwood, người đã làm việc với Radiohead từ The Bends (1995). Bìa album vẽ hình một con minotaur trong thần thoại Hy Lạp đang khóc. Donwood lấy cảm hứng từ một lần "đi tàu lửa đến London, và bị lạc". London giống như mê cung trong thần thoại, thành phố như "một nhà tù tưởng tượng, một nơi bạn có thể đi xung quanh và bạn là Minotaur của London, chúng ta đều là những con quái vật, chúng ta đều nữa người nữa thú. Chúng ta bị bẫy trong mê cung của dĩ vãn này."

## Tiếp nhận
| Đánh giá chuyên môn  | Đánh giá chuyên môn |
| Điểm trung bình      | Điểm trung bình     |
| Nguồn                | Đánh giá            |
| -------------------- | ------------------- |
| Metacritic           | 75/100              |
| Nguồn đánh giá       |                     |
| Nguồn                | Đánh giá            |
| AllMusic             | [ 19 ]              |
| Robert Christgau     | [ 20 ]              |
| Entertainment Weekly | C+                  |
| The Guardian         | [ 22 ]              |
| NME                  | 8/10                |
| Pitchfork Media      | 9.0/10              |
| Rolling Stone        | [ 25 ]              |
| Slant Magazine       | [ 26 ]              |
| Sputnikmusic         | [ 27 ]              |
| Spin                 | 7/10                |

Amnesiac ra mắt ở vị trí số 2 trên Billboard 200 với lượng bán hàng 231,000 bản, vượt qua doanh số 207,000 bản trong tuần đầu của Kid A. Nó được chứng nhận vàng bởi Hiệp hội Công nghiệp Thu âm Nhật Bản với lượng bán 100,000 bản toàn nước Nhật.
Amnesiac nhận được đánh giá tích cực từ hầu hết các nhà phê bình. Trên Metacritic, với thang điểm 100, album nhận được trung bình 75 điểm, ít hơn năm điểm so với Kid A.
Ryan Schreiber của Pitchfork Media viết rằng "ngoài chất lượng, sự sắp xếp đáng ngờ của Amnesiac làm chút ít để bưng bít rằng album chỉ là một tập hợp mặt b được che đậy mỏng manh ... Tuy nhiên, các điểm sáng của Amnesiac không thể phủ nhận rất đáng chờ, và dễ dàng chiến thắng sự chắp vá của nó." Stephen Thomas Erlewine của AllMusic viết Kid A và Amnesiac "rõ ràng xuất phát từ cùng một nguồn và có các lỗi chung ... sự phân chia chỉ làm hai album có vẻ bất tập trung, điều tuyệt nhất của hai album là khá làm choáng váng, bằng chứng tích cực rằng Radiohead là trong những ban nhạc một hay nhất thời của họ." Bài đánh giá năm 2010 cho ấn bảng "Special Collectors Edition", Scott Plagenhoef ghi: "hơn Kid A – và có lẽ hơn bất kỳ LP nào đương thời – Amnesiac là một thời kỳ đáng nghe, hỗn độn ... rời rạc, tự nhận thức, căng cứng, triết chung, làm choáng váng đầu óc – một loạt các ý tưởng hay bị làm thiếu tự nhiên do các luật lệ, hạn chế, và sự thông thái thông thường."
Nhiều tạp chí và nhà xuất bản âm nhạc xem Amnesiac là một trong những album hay nhất 2001. Q xếp nó trong top 50, Rolling Stone xếp nó ở vị trí thứ 10, Village Voice Pazz and Jop xếp thứ 6, Los Angeles Times xếp thứ 5, và Alternative Press xếp thứ nhất. Năm 2009, Pitchfork Media chọn Amnesiac làm album hay thứ 34 thập kỷ 2000 and Rolling Stone ranked it the 25th. Năm 2012, Rolling Stone xếp album ở số 320 trên phiên bản cập nhật của danh sách 500 album vĩ đại nhất.
Amnesiac được đề cử giải Mercury Music 2001. Amnesiac là album thứ tư liên tiếp được giải Grammy đề cử cho Album Alternative xuất sắc nhất, và phiên bản tái bản đặc biệt thắng bìa đĩa đẹp nhất trong giải Grammy lần thứ 44.

## Danh sách bài hát
Tất cả các ca khúc được viết bởi Radiohead (Colin Greenwood, Ed O'Brien, Jonny Greenwood, Philip Selway, Thom Yorke).
| STT | Nhan đề                                   | Thời lượng |
| --- | ----------------------------------------- | ---------- |
| 1.  | "Packt Like Sardines in a Crushd Tin Box" | 4:00       |
| 2.  | "Pyramid Song"                            | 4:49       |
| 3.  | "Pulk/Pull Revolving Doors" ()            | 4:07       |
| 4.  | "You and Whose Army?"                     | 3:11       |
| 5.  | "I Might Be Wrong"                        | 4:54       |
| 6.  | "Knives Out"                              | 4:15       |
| 7.  | "Morning Bell/Amnesiac"                   | 3:14       |
| 8.  | "Dollars and Cents"                       | 4:52       |
| 9.  | "Hunting Bears"                           | 2:01       |
| 10. | "Like Spinning Plates"                    | 3:57       |
| 11. | "Life in a Glasshouse"                    | 4:34       |

| "Collector's Edition"/"Special Collector's Edition" Disc 2 | "Collector's Edition"/"Special Collector's Edition" Disc 2                                  | "Collector's Edition"/"Special Collector's Edition" Disc 2 |
| STT                                                        | Nhan đề                                                                                     | Thời lượng                                                 |
| ---------------------------------------------------------- | ------------------------------------------------------------------------------------------- | ---------------------------------------------------------- |
| 1.                                                         | "The Amazing Sounds of Orgy"                                                                | 3:38                                                       |
| 2.                                                         | "Trans-Atlantic Drawl"                                                                      | 3:01                                                       |
| 3.                                                         | "Fast-Track"                                                                                | 3:17                                                       |
| 4.                                                         | "Kinetic"                                                                                   | 4:06                                                       |
| 5.                                                         | "Worrywort"                                                                                 | 4:37                                                       |
| 6.                                                         | "Fog"                                                                                       | 4:04                                                       |
| 7.                                                         | "Cuttooth"                                                                                  | 5:23                                                       |
| 8.                                                         | "Life in a Glasshouse" (Full length version)                                                | 5:08                                                       |
| 9.                                                         | "You and Whose Army?" (Live at Canal+ Studios, Paris, Pháp, 28/04/01)                       | 3:18                                                       |
| 10.                                                        | "Packt Like Sardines in a Crushd Tin Box" (Live at Canal+ Studios, Paris, France, 28/04/01) | 3:04                                                       |
| 11.                                                        | "Dollars & Cents" (Live at Canal+ Studios, Paris, France, 28/04/01)                         | 4:41                                                       |
| 12.                                                        | "I Might Be Wrong" (Live at Canal+ Studios, Paris, France, 28/04/01)                        | 4:55                                                       |
| 13.                                                        | "Knives Out" (Live at Canal+ Studios, Paris, France, 28/04/01)                              | 4:22                                                       |
| 14.                                                        | "Pyramid Song" (Live at Canal+ Studios, Paris, France, 28/04/01)                            | 5:07                                                       |
| 15.                                                        | "Like Spinning Plates" (I Might Be Wrong: Live Recordings, 2001)                            | 3:52                                                       |

| "Special Collector's Edition" DVD | "Special Collector's Edition" DVD                                                         | "Special Collector's Edition" DVD |
| STT                               | Nhan đề                                                                                   | Thời lượng                        |
| --------------------------------- | ----------------------------------------------------------------------------------------- | --------------------------------- |
| 1.                                | "Pyramid Song"                                                                            |                                   |
| 2.                                | "Knives Out"                                                                              |                                   |
| 3.                                | "I Might Be Wrong"                                                                        |                                   |
| 4.                                | "Push Pulk/Like Spinning Plates"                                                          |                                   |
| 5.                                | "Pyramid Song" (Live on Top of the Pops, 25/05/01)                                        |                                   |
| 6.                                | "Knives Out" (Live on Top of the Pops, 17/08/01)                                          |                                   |
| 7.                                | "Packt Like Sardines in a Crushd Tin Box" (Live on Later... with Jools Holland, 09/06/01) |                                   |
| 8.                                | "Knives Out" (Live on Later... with Jools Holland, 09/06/01)                              |                                   |
| 9.                                | "Life in a Glasshouse" (Live on Later... with Jools Holland, 09/06/01)                    |                                   |
| 10.                               | "I Might Be Wrong" (Live on Later... with Jools Holland, 09/06/01)                        |                                   |

## Thành phần tham gia
Dựa trên phần bìa ghi chú của Amnesiac.
Radiohead
- Colin Greenwood
- Jonny Greenwood
- Ed O'Brien
- Phil Selway
- Thom Yorke

Nhạc sĩ khác tham gia
- The Orchestra of St John's conducted by John Lubbock – strings on "Pyramid Song" and "Dollars and Cents"

Trong "Life in a Glasshouse":
- Paul Bridge – bass đôi
- Jimmy Hastings – clarinet
- Humphrey Lyttelton – trumpet và bandleader
- Adrian Macintosh – trống
- Pete Strange – trombone

Thành phần khác
- Stanley Donwood – bìa đĩa và bao bì
- Nigel Godrich – sản xuất và kỹ thuật
- Dan Grech-Marguerat – kỹ thuật trên "Life in a Glasshouse"
- Gerard Navarro – kỹ thuật
- Graeme Stewart – kỹ thuật

## Bảng xếp hạng
| Bảng xếp hạng (2001)                     | Vị trí cao nhất |
| ---------------------------------------- | --------------- |
| Album Úc (ARIA)                          | 2               |
| Album Canada (Billboard)                 | 1               |
| Album Phần Lan (Suomen virallinen lista) | 1               |
| Album Pháp (SNEP)                        | 2               |
| Album Đức (Offizielle Top 100)           | 2               |
| Album Ý (FIMI)                           | 2               |
| Album Ba Lan (ZPAV)                      | 3               |
| Album Thụy Sĩ (Schweizer Hitparade)      | 6               |
| Album Anh Quốc (OCC)                     | 1               |
| Album Hoa Kỳ Billboard 200               | 2               |

## Chứng nhận
| Quốc gia                                                                           | Chứng nhận | Số đơn vị/doanh số chứng nhận |
| ---------------------------------------------------------------------------------- | ---------- | ----------------------------- |
| Úc (ARIA)                                                                          | Vàng       | 35.000^                       |
| Canada (Music Canada)                                                              | Bạch kim   | 100.000^                      |
| Pháp (SNEP)                                                                        | Vàng       | 100.000*                      |
| Hoa Kỳ (RIAA)                                                                      | Vàng       | 500.000^                      |
| Anh Quốc (BPI)                                                                     | Bạch kim   | 300.000^                      |
| * Chứng nhận dựa theo doanh số tiêu thụ. ^ Chứng nhận dựa theo doanh số nhập hàng. |            |                               |